# Vered Yeriho
Vered Yeriho (en hebreo: ורד יריחו) (en español: Rosa de Jericó) es un moshav y un asentamiento israelí ubicado en la Gobernación de Jericó, en Cisjordania (Palestina). El moshav se encuentra cerca de la ciudad de Jericó, situada en el Valle del Jordán, y según el sistema administrativo israelí en los territorios ocupados pertenece a la jurisdicción del Consejo Regional de Meguilot. En 2017 tenía una población de 298 habitantes. La comunidad internacional considera que los asentamientos israelíes en la Cisjordania ocupada son ilegales según el derecho internacional, pero el gobierno israelí no está de acuerdo con esta afirmación.

## Historia
Según la organización ARIJ, en 1978 Israel confiscó 618 dunams de terreno de la aldea palestina de Nabi Musa para construir Vered Yeriho. La comunidad fue fundada en 1979 como resultado de la disociación del núcleo secular del núcleo religioso en Mitzpe Yeriho, un asentamiento cercano situado al oeste de Vered Yeriho. El moshav se encuentra en una colina que domina la sección del campamento de refugiados de Aqabat Jaber, en Jericó. Desde el camino perimetral del moshav se puede ver la ciudad de Jericó y el norte del Mar Muerto.